# Lilian Knapp
Sílvia Lílian Barrie Knapp, más conocida como Lílian (Río de Janeiro, 30 de marzo de 1948-22 de febrero de 2025), fue una cantante y compositora brasileña que formó parte del dúo Leno y Lílian.

## Carrera
Inició su carrera en 1965 en el dúo Leno y Lílian, teniendo mucho éxito con Leno hasta el final del dúo en 1967. Estuvo ajena al mundo artístico hasta que regresó con Leno en 1972, poniendo fin a la sociedad nuevamente en 1974 cuando se fue para una carrera en solitario.
Los principales éxitos son "Pobre Menina" y "Devolvá-me", editados por el dúo Leno y Lílian, y "Sou Rebelde", una exitosa carrera en solitario. El primero es una versión de "Hang on Sloopy" del grupo estadounidense The McCoys, y el segundo fue versionado por Adriana Calcanhotto. El último, a su vez, es una regrabación en portugués del éxito Soy rebelde de la cantante británico-española Jeanette. La versión fue escrita por Paulo Coelho a pedido de Roberto Livi, quien apostó por el éxito de la portada e hizo que Knapp interpretara la canción con una minifalda y haciendo una cara de "niña ingenua", para cautivar a la audiencia.
El disco más reciente lanzado por Lílian es Lílian Knapp, de 2001.

## Discográfica

### Leno y Lilian

##### Estudio
- 1966 - Leno y Lilian
- 1967 - No creo
- 1972 - Leno y Lilian
- 1973 - Leno y Lilian

##### Compacto
- 1966 - "Devuélvelo" / "Pobre niña"
- 1967 - "Está por nacer" / "No va a pasar"
- 1967 - "Pequeña cosa estúpida" / "Llegará un nuevo amor"

##### Dobles Compactos (EP)
- 1966 - Leno y Lilian
- 1967 - Leno y Lilian - vol. Yo
- 1967 - No creo
- 1968 - No creo - vol. Yo

##### Colecciones
- 1966 - Como 14 Mais - Vol. XVIII , con las canciones "Devuélveme" y "Pobre Menina"
- 1967 - Como 14 Mais - Vol. XIX con las canciones "Está pra Nascer" y "Não Vai Passar"
- 1967 - Como 14 Mais - Vol. XX con las canciones "Não Acreditar" y "Parem Tudo"

### Carrera en solitario

#### Estudio
- 1979 - lirio
- 1992 - lirio
- 2001 -Lilian Knapp

#### Compactos
- 1974 - "Como si fuera mi hermano" / "¿A dónde vas?"
- 1976 - "Meu Nego" / "Hoy necesito"
- 1978 - "Soy rebelde" / "Yo sin ti"
- 1979 - "Una música lenta" / "Hoy y mañana"
- 1980 - "Vai Return" / "Te espero"
- 1981 - "Esta noche" / "Feliz, feliz, feliz conmigo"
- 1981 - "De 9 a 5" / "Creo que lo que realmente me gusta es sufrir"
- 1981 - "Cara a frente" / "Te amo para siempre"
- 1982 - "Gaviota" / "Hombre pájaro"
- 1983 - "El sueño" / "No más pie"

#### Dobles Compactos (EP)
- 1980 - "Vai Voltar" / "Amor Inconstante" / "Quero Te Dar Amor" / "Como dos niños"
- 1982 - "Das 9 à 5" / "Creo que me gusta mucho el sufrimiento" / "Face to Front" / "Love You Forever"

### Colecciones
- 1995 - 30 Años de Guardia Joven - Vol. 5 con las canciones "Lacinhos Cor de Rosa", "Pobre Menina" y Return me", siendo las dos últimas a dúo con Ed Wilson .